# Ammoxenidae
Ammoxenidae là một họ nhện thuộc bộ Araneae. Họ này có 4 chi, tổng cộng có 18 loài. Hai chi (Ammoxenus, Rastellus) ở châu Phi và hai chi (Austrammo, Barrowammo) ở Úc.

## Chi và loài
Ammoxenus Simon, 1893
- Ammoxenus amphalodes Dippenaar & Meyer, 1980 (Nam Phi)
- Ammoxenus coccineus Simon, 1893 (Namibia)
- Ammoxenus daedalus Dippenaar & Meyer, 1980 (Nam Phi)
- Ammoxenus kalaharicus Benoit, 1972 (Botswana, Nam Phi)
- Ammoxenus pentheri Simon, 1896 (Botswana, Nam Phi)
- Ammoxenus psammodromus Simon, 1910 (miền nam Africa)

Austrammo Platnick, 2002
- Austrammo harveyi Platnick, 2002 (Tây Australia, South Úc)
- Austrammo hirsti Platnick, 2002 (South Australia, Tasmania)
- Austrammo monteithi Platnick, 2002 (miền đông Úc)
- Austrammo rossi Platnick, 2002 (Tây Australia, miền bắc Territory)

Barrowammo Platnick, 2002
- Barrowammo waldockae Platnick, 2002 (Tây Úc)

Rastellus Platnick & Griffin, 1990
- Rastellus africanus Platnick & Griffin, 1990 (Namibia, Botswana)
- Rastellus deserticola Haddad, 2003 (Nam Phi)
- Rastellus florisbad Platnick & Griffin, 1990 (Nam Phi)
- Rastellus kariba Platnick & Griffin, 1990 (Zimbabwe)
- Rastellus narubis Platnick & Griffin, 1990 (Namibia)
- Rastellus sabulosus Platnick & Griffin, 1990 (Namibia)
- Rastellus struthio Platnick & Griffin, 1990 (Namibia, Botswana)